# Медаль Джеймса Медісона
Меда́ль Дже́ймса Ме́дісона (англ. The James Madison Medal) — нагорода Асоціації випускників Принстонського університету названа на честь Джеймса Медісона, першого випускника Прінстонського університету. За рекомендацією Комітету з номінацій і нагород Асоціації та Відбіркового комітету Медісонської медалі ця нагорода щороку присуджується випускнику Пристонського університету, що зробив видатну кар’єру, досяг успіхів у післядипломній освіті вбо має видатні досягнення на державній службі. Нагородження проводиться з 1973 року.

## Лауреати
- 2025 —  Девід Кард (економіка)
- 2024 — Джон Фіцпатрік (англ. John Fitzpatrick) (біологія)
- 2023 — Роберт Елліот Кан (електротехніка)
- 2022 — Джулія Вольф[en] (музика)
- 2021 — не вручалась через пандемію коронавірусу
- 2020 — Кіп Торн (фізика)
- 2019 — Керол Квіллен[en] (історія)
- 2018 — Даніель Мендельсон[en] (література)
- 2017 — Педро Пабло Кучинський (Принстонська школа громадських і міжнародних відносин)
- 2016 —  Джеймс Гекман (економіка)
- 2015 — Мартін Деніел Ікс[en] (Принстонська школа громадських і міжнародних відносин)
- 2014 — Гантер Роулінгс III[en] (література)
- 2013 — Армініо Фрага[en] (економіка)
- 2012 — Ліза Перес Джексон[en] (хімічна інженерія)
- 2011 — Елейн Фукс (біохімія)
- 2010 — Девід Петреус (Принстонська школа громадських і міжнародних відносин)
- 2009 — Клер Елен Макс[en] (астрофізика)
- 2008 — Лоренс Голдмен (англ. Lawrence P. Goldman) (Принстонська школа громадських і міжнародних відносин)
- 2007 — Джуліус Коулс[en] (Принстонська школа громадських і міжнародних відносин)
- 2006 —  Артур Левінсон (біохімія)
- 2005 — Натан Мирвольд[en] (прикладна математика)
- 2004 — Гарольд Тафлер Шапіро[en] (економіка)
- 2003 — Пітер Белл (англ. Peter D. Bell) (Принстонська школа громадських і міжнародних відносин)
- 2002 — Джордж Ратманн[en] (хімія)
- 2001 —  Ллойд Ексворті[en] (політика)
- 2000 — Чан-Лінь Тьєн[en] (інженерна механіка)
- 1999 —  Ральф Гоморі[en] (математика)
- 1998 — Чарльз Розен[en] (сучасні мови та література)
- 1997 — Ентоні Лейк (Принстонська школа громадських і міжнародних відносин)
- 1996 — Корнел Вест[en] (філософія)
- 1995 — Норман Августін[en] (авіаційна інженерія)
- 1994 — Вільям Бовен[en] (економіка і соціологія)
- 1993 —  Едвард Віттен (фізика)
- 1992 — Джордж Вілл[en] (політика)
- 1991 —  Стівен Вайнберг (фізика)
- 1990 — Вільям Кроу (політика)
- 1989 —  Лайман Спітцер (фізика)
- 1987 — Г'ю Макленнан[en] (література)
- 1986 — Мілтон Беббітт (музика)
- 1985 — Роберт Вентурі (архітектура)
- 1984 —  Джон Тьюкі (математика)
- 1983 —  Льюїс Гастінгс Саррет[en] (хімія)
- 1982 — Джек Пелтасон[en] (політика)
- 1981 — Іра О. Вейд (англ. Ira O. Wade) (сучасні мови і література)
- 1980 — Ловер Томас[en] (історія і політика)
- 1979 — Міхаель Блюменталь[en] (Принстонська школа громадських і міжнародних відносин)
- 1978 —  Фредерик Зейтц[en] (фізика)
- 1977 —  Джон Мілнор (математика)
- 1976 — Ендрю Гудпастер[en] (політика, будівельна інженерія)
- 1975 —  Вільям Олівер Бейкер[en] (хімія)
- 1974 — Торнтон Вайлдер (сучасні мови і література)
- 1973 —   Джон Бардін (фізика)